# 6771 Foerster
6771 Foerster (1986 EZ4) là một tiểu hành tinh vành đai chính được phát hiện ngày 9 tháng 3 năm 1986 bởi C.-I. Lagerkvist ở Siding Spring.